# Claude Brunet
Pour les articles homonymes, voir Brunet.
 (mars 2009).
Si vous disposez d'ouvrages ou d'articles de référence ou si vous connaissez des sites web de qualité traitant du thème abordé ici, merci de compléter l'article en donnant les références utiles à sa vérifiabilité et en les liant à la section « Notes et références ».
 (février 2018).
Claude Brunet est un médecin et philosophe français qui vivait à Paris à la fin du XVIIe siècle et au commencement du XVIIIe siècle. Son Projet d'une nouvelle métaphysique était considéré, par Lalande, comme l'ouvrage le plus représentatif du solipsisme.

## Biographie
Il n'a pas joui jusqu'ici de la réputation que les idées neuves, grandes et hardies, répandues dans ses ouvrages, lui avaient méritée.[non neutre] On ignore le lieu et l'époque de sa naissance et de sa mort. Ses livres, cachés dans la poussière de quelques bibliothèques, sont devenus extrêmement rares. Il en est même qui semblent être entièrement perdus. Tout ce qu'on sait de sa vie privée, c'est qu'il paraissait aux conférences publiques de l'abbé de la Roque, où il fit une fois un discours sur le langage des bêtes, en présence de Régis, Adrien Auzout, Jacques Ozanam, Lémery , Duverney , etc., et qu'il fréquentait beaucoup la société de l'abbé de Cordemoy. Le 22 avril 1717, il soutint, dans son cours de médecine, une thèse curieuse A diversis alimenlis, indoles ingeniis diversa. Si l'on savait ce qu'est devenue la bibliothèque de ce savant, et où sont déposés ses papiers, on acquerrait, sans doute, plus de lumières sur Claude Brunet.

## LeProjet d'une nouvelle métaphysique
Projet d'une nouvelle-métaphysique, lu d'abord dans les conférences de l'abbé de Cordemoy, et imprimé ensuite, Paris, 1703 ou 1704, in-12. C'est par cet ouvrage surtout que Claude Brunet paraît singulièrement remarquable.[non neutre] Il a été tout à fait impossible d'en découvrir un seul exemplaire ; mais, par ce qu'en disent les journaux du temps, on voit que son auteur y exposait un système d'idéalisme hardi et important, le même qui, dix ans après, rendit si célèbre l'évêque anglais Berkeley, et que, sous une nouvelle forme, a réveillé au XIXe siècle, en Allemagne, l'ingénieux professeur Fichte, ce qui assurerait au philosophe français la priorité. Et qui sait si son livre n'a pas été le point de départ de l'évêque de Cloyne (Berkeley) ?
Brunet, dans, le journal de médecine ci-dessus mentionné, laisse échapper des indications fréquentes du système philosophique qui l'occupait :

« Je considère, dit-il, l'âme ou le moi, comme une lumière d'intelligence et de sentiment qui s'éclaire intimement elle-même, et qui, connaissant par conscience tout ce qu'elle est, tout ce qu'elle opère et tout ce qui se passe en elle, se rend toutes choses intelligibles et sensibles dans les idées et les modifications qu'elle se donne par tous ces actes directs et réfléchis, émanés d'elle vers elle-même, suivant les diverses impressions qui se font clans sa propre essence, toute apercevante et toute aperçue, s'apercevant elle-même à l'infini ; en qui seule, comme individuelle, elle borne toutes ses vues, etc. »

Brunet doit donc être regardé comme le père de l'idéalisme moderne, puisque ce système hardi était né chez lui spontanément, sans modèle et sans guide, et non pas d'une manière historique, ou par enseignement. Au reste, Brunet devait se déclarer contre plusieurs des opinions philosophiques du réalisme cartésien ; mais on aperçoit sans doute, dans celles qu'il leur oppose, le résultat de la fermentation salutaire que ce grand homme avait produite en France dans les esprits.[non neutre]
Quant au système d'idéalisme de Brunet, et à quelques autres ouvrages qu'il a publiés, voir les Pièces fugitives d'histoire et de littérature, par Flachat-Saint-Sauveur, Paris, 1704, p. 547 à 560 ; le journaliste s'y exprime ainsi : « ce M. Brunet, connu dans la république des lettres par plusieurs systèmes de physique, etc., a voulu montrer depuis peu que des profondes méditations sur les causes générales des choses, et sûr les lois les plus constantes de la nature, ne l'éloignaient point de la pratique et de l'usage qu'un médecin doit faire de son intelligence sur les propriétés de la matière et sur l'économie animale. »
Ce qui suit nous apprend que Brunet s'occupait alors de l'extraction de la pierre, et que ses idées à ce sujet excitèrent une grande rumeur à l'académie des sciences, où elles furent proposées. Cependant le journaliste ne manque pas de s'égayer sur le Projet d'une nouvelle métaphysique, et de faire, à ce sujet, les objections et les plaisanteries ordinairement opposés à l'idéalisme.

## Autres publications
Ses principaux ouvrages sont :
1. un Traité du progrès de la médecine, Paris, 1709, in-12, très rare. (Voir sur cet ouvrage, la Bibliothèque des philosophes et des savants, tant anciens que modernes, par Hubert Gautier, Paris, 1725, 3 vol. in-8°. Il se trouve, p. 285-5 du 1er vol., deux articles Brunet, qui peut-être concernent le même individu.)
2. Le Progrès de la médecine, contenant un recueil de tout ce qui s'observe d'utile à la pratique, avec un jugement de tous les ouvrages qui ont rapport à la théorie de celle science, Paris, de l'imprimerie royale, 1695, 1698 et 1709, 5 vol. in-12. Cet ouvrage est une sorte de journal rempli de faits curieux et d'observations intéressantes. On trouve encore quelques cahiers, depuis 1695 et les années suivantes. Le premier cahier est dédié à Pierre Michon Bourdelot, médecin de Louis XIV, qui a laissé en manuscrit un Catalogue des livres de médecine, avec une critique abrégée et la vie de leurs auteurs, manuscrit dans lequel on trouverait peut-être aussi des renseignements sur notre Brunet. Les derniers cahiers de ce journal sont ceux de janvier, février et mars 1709. On ne saurait assurer que Gautier, dans sa Bibliothèque, ne les ait pas eus en vue, et n'ait voulu simplement que les indiquer. (Voir aussi la Bibliothèque littéraire, historique et critique de la médecine, par Joseph-Barthélemy-François Carrère, Paris, 1776, in-4°.)
3. Traité raisonné sur la structure des organes des deux sexes destinés à la génération, 1696, in-l2.
4. Une thèse : Ergo a divèrso glandularum situ secretiones, Paris, 1757. in-4° ; elle est citée par Haller, dans son-édition Methodus studii medici de Boerhaave, t. 4, p. 426.